# Festival Casals de Porto Rico
Le Festival Casals de Porto Rico, est un festival fondé en 1957 à San Juan, à Porto Rico, par le violoncelliste, chef d’orchestre et compositeur Pablo Casals.
Pablo Casals est venu à Porto Rico en 1955 et 1956 ; en 1957 il s’installe dans l’île et fonde l’événement musical qui porte son nom. Le concert inaugural du festival eut lieu le 22 avril 1957 au théâtre de l’université de Porto Rico. Le programme commença sans que Casals ne pût exécuter la Suite pour violoncelle seul nº 3 en ut majeur de Bach, car il avait subi une attaque cardiaque pendant qu’il travaillait avec l’orchestre pour le concert d’ouverture. Une chaise vide à la place du chef d’orchestre présida l’orchestre pendant le reste du festival.
Casals a été à la tête du festival pendant dix-huit années, jusqu’à sa mort en 1973.
Toutes ces années ont conduit à Porto Rico de nombreux artistes internationaux, initialement attirés par l’aura et le charisme de Casals et ensuite par le prestige et la réputation internationale acquis par le festival. Commencé avec le pianiste Rudolf Serkin en cette première nuit de 1957, la liste des artistes invités qui l’ont suivi, inclut les meilleurs interprètes au niveau mondial.
Après la mort de Casals en 1973, la responsabilité du programme reposa sur sa veuve, Marta Casals, comme présidente d’un comité de direction artistique. Parmi les grands chefs d’orchestre ayant participé au festival comptent Mstislav Rostropovich, Leonard Bernstein, Zubin Mehta, Eugene Ormandy, Sir John Barbirolli, Yehudi Menuhin et Krzysztof Penderecki.
À ses débuts, l’Orchestre du Festival se composait de musiciens engagés spécialement pour l’événement – majoritairement aux États-Unis – avec une très faible participation des musiciens locaux. Parmi eux, le pianiste Jesús María Sanromá, le violoniste Henry Hutchinson, le claveciniste Fernando Valenti et les frères Figueroa, violonistes membres d’une famille très connue de musiciens de Porto Rico. Vers 1970 déjà, la majorité des musiciens participants étaient portoricains. Le même processus se répéta avec l’Orchestre symphonique de Porto Rico, fondé par Casals en 1958.
Le Musée Pablo-Casals, situé sur la place San-José-del-Viejo-San-Juan, conserve des films de concerts du festival, avec la participation de Pablo Casals comme soliste et chef d’orchestre.

## Participants
Chefs d'orchestre : 
Sir John Barbirolli, Herbert Blomstedt, Leonard Bernstein, Sergiu Comissiona, Maxime Chostakovitch, James Conlon, Charles Dutoit, Sixten Ehrling, Rafael Frühbeck de Burgos, Alberto Ginastera, Rafael Kubelík, Eugene Ormandy, Jesús López Cobos, Lorin Maazel, Zdenek Macal, Eduardo Mata, Zubin Mehta, Yehudi Menuhin, Krzysztof Penderecki,  Julius Rudel, Gerard Schwarz, Paul Wolfe, David Zinman
Chanteurs :
Ara Berberian, Justino Díaz, Plácido Domingo, Ernst Haefliger, Richard Leech, Léopold Simoneau, William Warfield
Chanteuses :  
Adele Addison,  June Anderson, Elly Ameling,  Marian Anderson, Victoria de los Angeles, Teresa Berganza, Grace Bumbry,  Eileen Farrell, Maureen Forrester, Ana María Martínez, Edda Moser, Mariana Nicolesco, Graciela Rivera, Beverly Sills, Jon Vickers, Frederica von Stade, Tatiana Troyanos
Pianistes :
Claudio Arrau,  Emanuel Ax, Daniel Barenboim, Alfred Brendel, Bella Davidovich, Ivonne Figueroa,  Narciso Figueroa, Nelson Freire, Gary Graffman, Mieczyslaw Horzowski, Eugene Istomin, Byron Janis, Grant Johannesen,  Wilhelm Kempff, Ruth Laredo, Alicia de Larrocha, Felix Lavilla, Murray Perahia, Nikolaï Petrov, Arthur Rubinstein, Jesús María Sanromá,  Peter Serkin, Rosalyn Tureck, André Watts, Earl Wild
Violonistes :
Joshua Bell, Kyung-Wha Chung, Jaime Laredo, Cho-Liang Lin, Shlomo Mintz, Igor Oistrakh, Itzhak Perlman, Vadim Repin, Ruggiero Ricci, Arnold Steinhardt, Isaac Stern, Henryk Szeryng, Joseph Szigeti, Pinchas Zukerman
Altistes : 
Jesse Levine, Walter Trampler
Violoncellistes :
Pierre Fournier, Lynn Harrell, Leonard Rose, Mstislav Rostropovich, János Starker, Paul Tortelier
Flûtiste :
Jean-Pierre Rampal
Clarinettistes :
David Shifrin, Richard Stoltzman, Harold Wright (en)
Guitaristes :
José Ferrer, Angel Romero, Andrés Segovia, Narciso Yepes